# افخم مهاجر
افخم مهاجر (۱۹۴۱م) خوانندهٔ ایرانی در دهه ۱۹۷۰ بود. از ۱۵ سالگی با تلویزیون ملی ایران فعالیت موسیقایی خود را آغاز کرد؛ با عماد رام و حسن لشگری در برنامه‌های موسیقی تلویزیون ایران همکاری داشت. اولین بار در ۴ آبان ۱۳۴۲ طی مراسمی از طریق وزارت فرهنگ و هنر رسماً از خوانندگان موسیقی اصیل ایرانی معرفی شد.